# 大道观玉皇殿
大道观玉皇殿是一座明代大殿，位于中国河北省定州市城内。玉皇殿是大道观仅存的建筑。现为全国重点文物保护单位。

## 保护
2006年5月25日，大道观玉皇殿由中华人民共和国国务院公布为第六批全国重点文物保护单位，编号6-0345-3-048 。